# Kvarts
Kvarts, kiselsten, är ett mineral bestående av kiseldioxid, SiO2. Färgen är vanligast mjölkvit.

## Allmänt

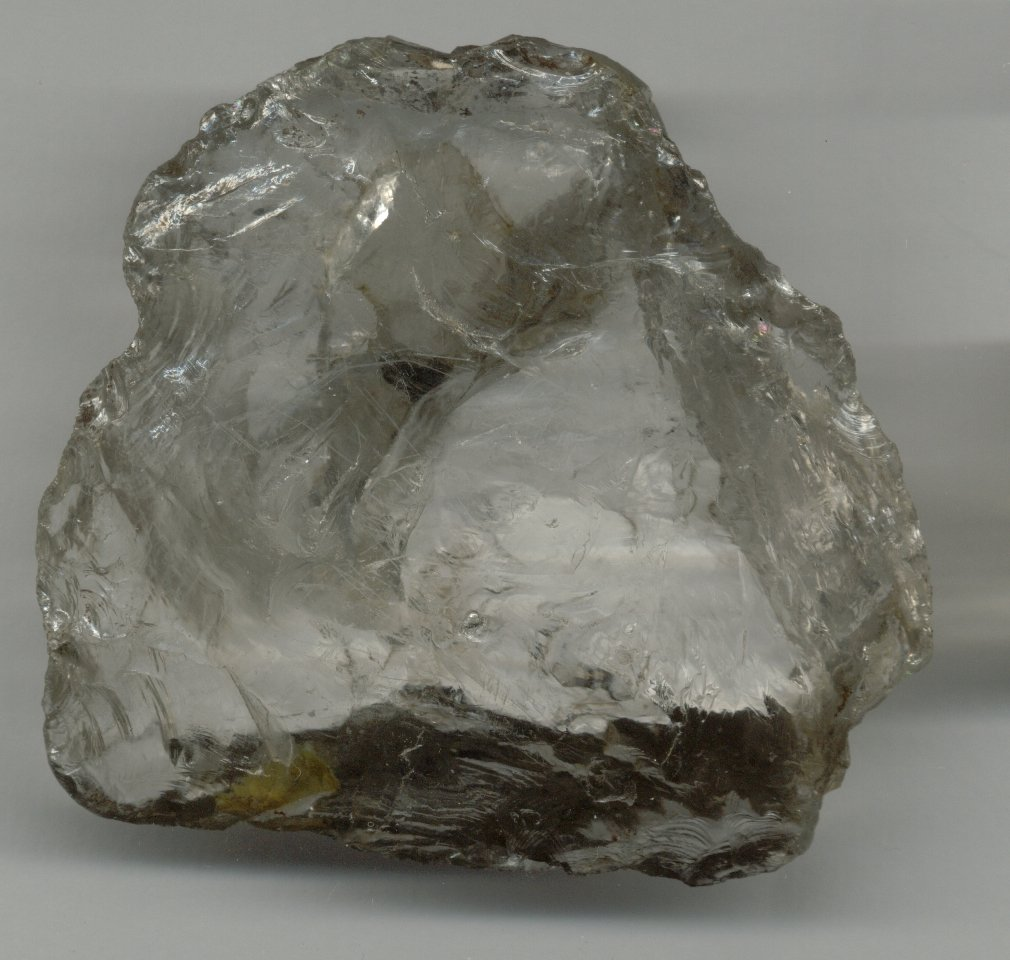
Kvarts

Kvarts används som råvara till porslin och glas, samt är en av de viktigaste ingredienserna i keramikglasyrer, i det att kvartsen kan reagera med övriga komponenter och smälta ut till en glasliknande massa. Bergarten kvartsit består av kvarts. Kvarts är ett av den kontinentala jordskorpans vanligaste mineral (cirka 11 volymprocent).
Gamla folkliga benämningar på kvarts är kattflinta eller kattsten.
Kvarts förekommer i två varianter beroende på kristallstrukturen: α-kvarts eller lågkvarts respektive β-kvarts eller högkvarts. Lågkvarts är stabil vid temperaturer under 573 °C. Högkvarts eller β-kvarts är stabil i temperaturer mellan 573 °C och 870 °C. Vid temperatur över 573 °C övergår högkvarts till polymorfen tridymit och vid 1470 °C bildas polymorfen kristobalit.  
Högkvarts förekommer av naturliga skäl normalt i den övre jordskorpan.
Ren kvarts har intressanta piezoelektriska egenskaper vilket utnyttjas i kvartsoscillatorer och i frekvensfilter. Dessa kristaller utgör grunden för kvartsur och är oumbärliga konstruktionselement i datorer, mobiltelefoner och andra radioapparater, med mera.
Kvarts eller lågkvarts betecknar den vid vanligt tryck och temperatur stabila modifikationen av kiseldioxid, som vid 573 °C övergår till högkvarts. Omvandlingen går snabbt och är reversibel eftersom inga kemiska bindningar bryts. I stället ändras vinkeln O-Si-O. Övergång till tridymit respektive till kristobalit eller omvänt går trögare.

## Hälsorisker
Damm som innehåller kvartspartiklar är en hälsofara på många arbetsplatser, till exempel där kvartshaltig sten bryts, krossas eller sågas eller där annat kvartshaltigt material hanteras så att damning uppstår. Den största gruppen som utsätts för kvarts är byggnadsarbetare. De allra minsta partiklarna i kvartsdammet kan tränga ända ner i lungblåsorna med inandningsluften och ansamlas där. Kvartspartiklarna har en reaktiv yta som ger upphov till inflammation och ärromvandling i luftvägarna, samt påverkar immunförsvaret. Inflammationen i luftvägarna ger upphov till kronisk obstruktiv lungsjukdom (KOL), men ökar också risken för hjärtinfarkt. Inandning av kvartsdamm ökar risken för lungcancer och för silikos (stendammlunga). Påverkan på immunförsvaret ökar risken för tuberkulos, samt för olika så kallade autoimmuna sjukdomar som t.ex. reumatoid artrit (ledgångsreumatism), samt för njurskada. 
Kunskapen om vid vilka lufthalter de olika hälsoriskerna uppträder är relativt god för silikos och för lungcancer, men mer begränsad för de övriga sjukdomarna. För silikos och för lungcancer gäller övergripande att risken främst är kopplad till den totala dos kvarts man inandas under ett arbetsliv. Det finns dock särskilda former av silikos som uppträder akut då lufthalterna är extremt höga (exempelvis vid torrblästring med kvartshaltig sand eller sågning i material med mycket hög kvartshalt under ogynnsamma förhållanden).

### Arbetarskydd mot kvartshaltigt damm
Den viktigaste åtgärden är att minska lufthalterna av kvarts. Detta sker i första hand genom att välja material med ingen eller lägre kvartshalt (substitutionsprincipen), genom att minska dammbildningen (emissionen) vid källan t.ex. genom bevattning, genom att personen som utför arbetet befinner sig i en separat, ren, miljö t.ex. en ventilerad hytt/kontrollrum med övertryck och filtrerad luft mm. I sista hand används personlig skyddsutrustning i form av andningsskydd. 
Eftersom kvartspartiklarna som ger upphov till sjukdom är så små (<5 mikrometer) är de inte synliga för blotta ögat. Därför kan man inte heller med sina sinnen bedöma om det finns en skadlig nivå av kvartsdamm i luften. Bedömningen av om det finns en sådan risk baseras på kunskap om verksamheten, men framför allt på luftmätningar. I Arbetsmiljöverkets  föreskrifter om kvarts-stendamm i arbetsmiljön finns krav på en dokumenterad riskbedömning och vilka åtgärder som ska genomföras.
De maximala tillåtna lufthalterna av kvarts regleras av det hygieniska gränsvärdet, som avser ett genomsnittlig halt över en arbetsdag. För närvarande är det 0,1 mg per kubikmeter luft i Sverige. I USA är gränsvärdet 0,05 mg per kubikmeter luft.

## Färgvarieteter
Stora, färglösa kvartskristaller kallas bergkristall. I berggrunden förekommande kvartsvarieteter som är färgade på grund av föroreningar eller F-centra är ametist, citrin, rosenkvarts och rökkvarts. En grön kvarts som är mycket sällsynt i naturen, men kan framställas genom bränning av ametist, heter prasiolit.
Dessa är eftertraktade varieteter, som i slipad form används till smycken.
Kvarts har använts av stenålderssamhällen över hela jordklotet för att tillverka stenredskap, till exempel påträffas artefakter av kvarts i Sverige, Kina och Australien.
Kvarts fungerar utmärkt mot ett eldstål, när man behöver en duglig gnista för att göra upp eld. För att lyckas få eld på detta sätt måste man rikta gnistan mot något synnerligen lättantänt, t.ex. fnöske.

## Kvartspunkt
Temperaturen 573 °C, där lågkvarts övergår till högkvarts, kallas kvartspunkten. I keramisk hantering har det betydelse så till vida att storleken förändras på obrända kvartshaltiga keramiska pjäser när bränningen når nämnda temperatur. Vid kvartsens övergång till högkvarts ändras volymen med 0,8 %. Det kan ge upphov till sprängningar. För att undvika det låter man temperaturen gå långsamt förbi kvartspunkten.

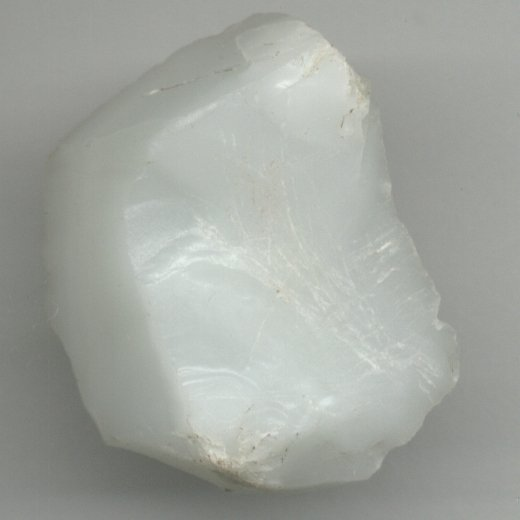
Mjölkkvarts
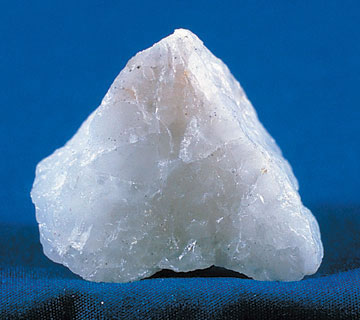
Mjölkkvarts
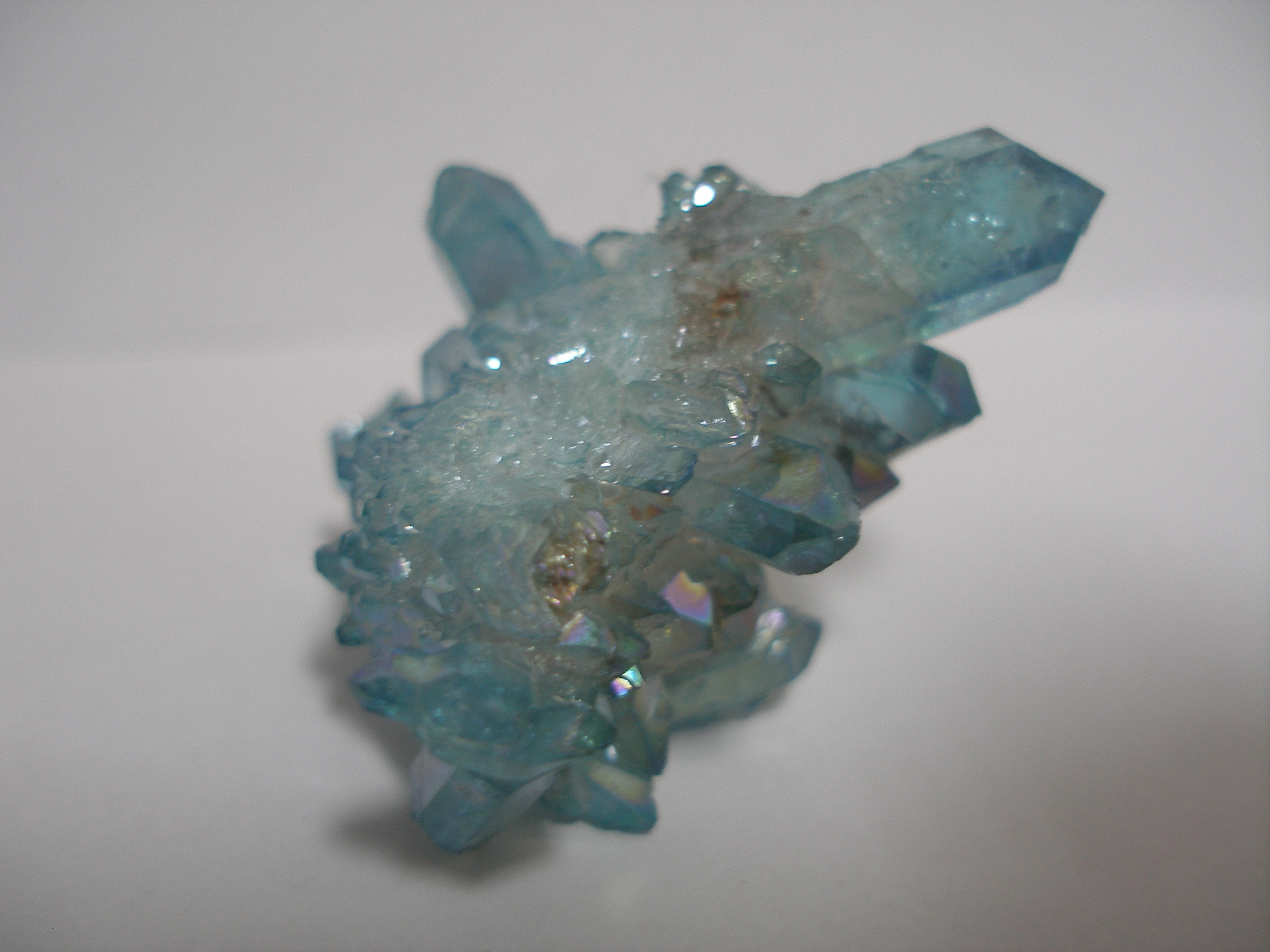
Aqua aura-kvarts
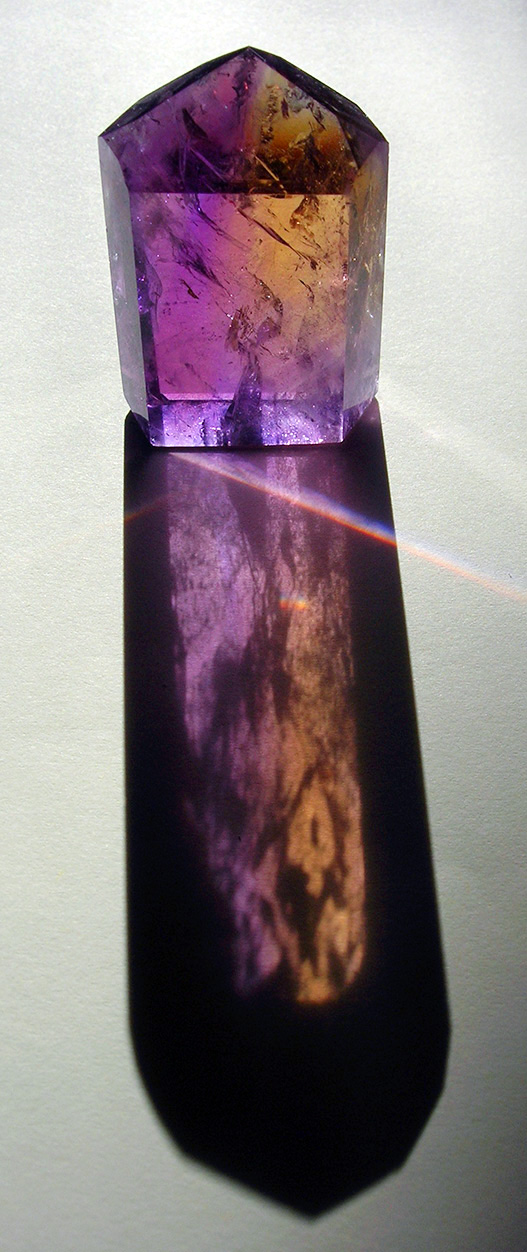
Ametrin
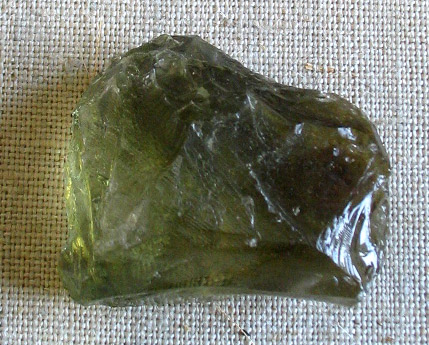
Prasiolit
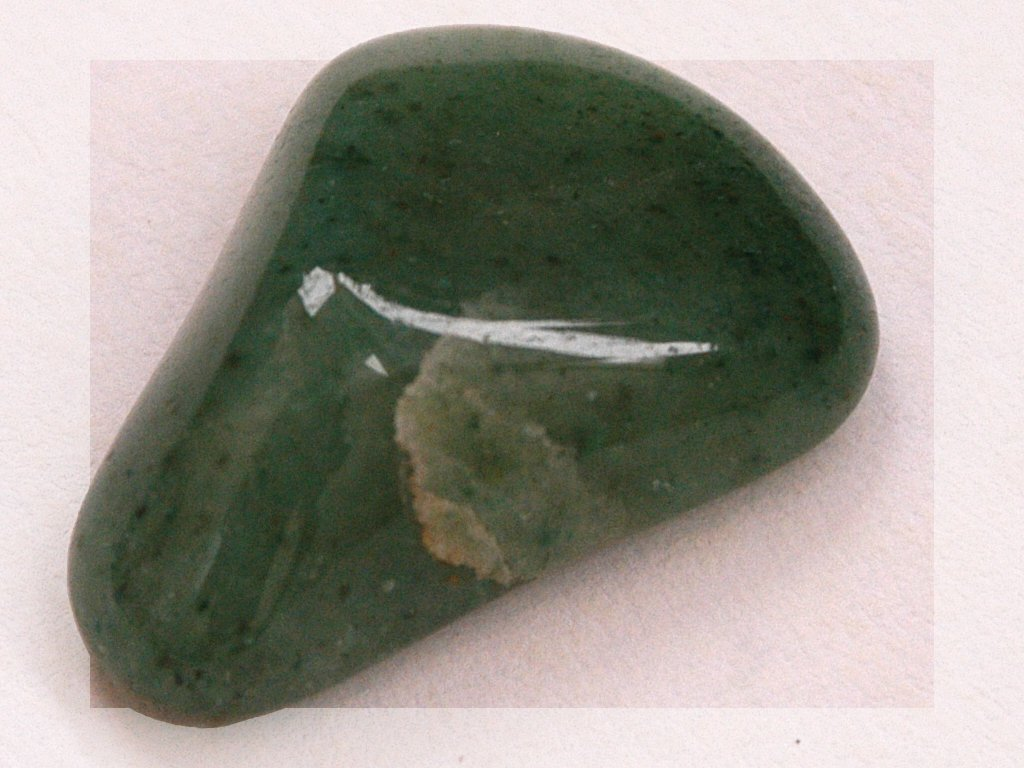
Aventurin
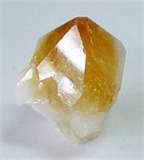
Citrin
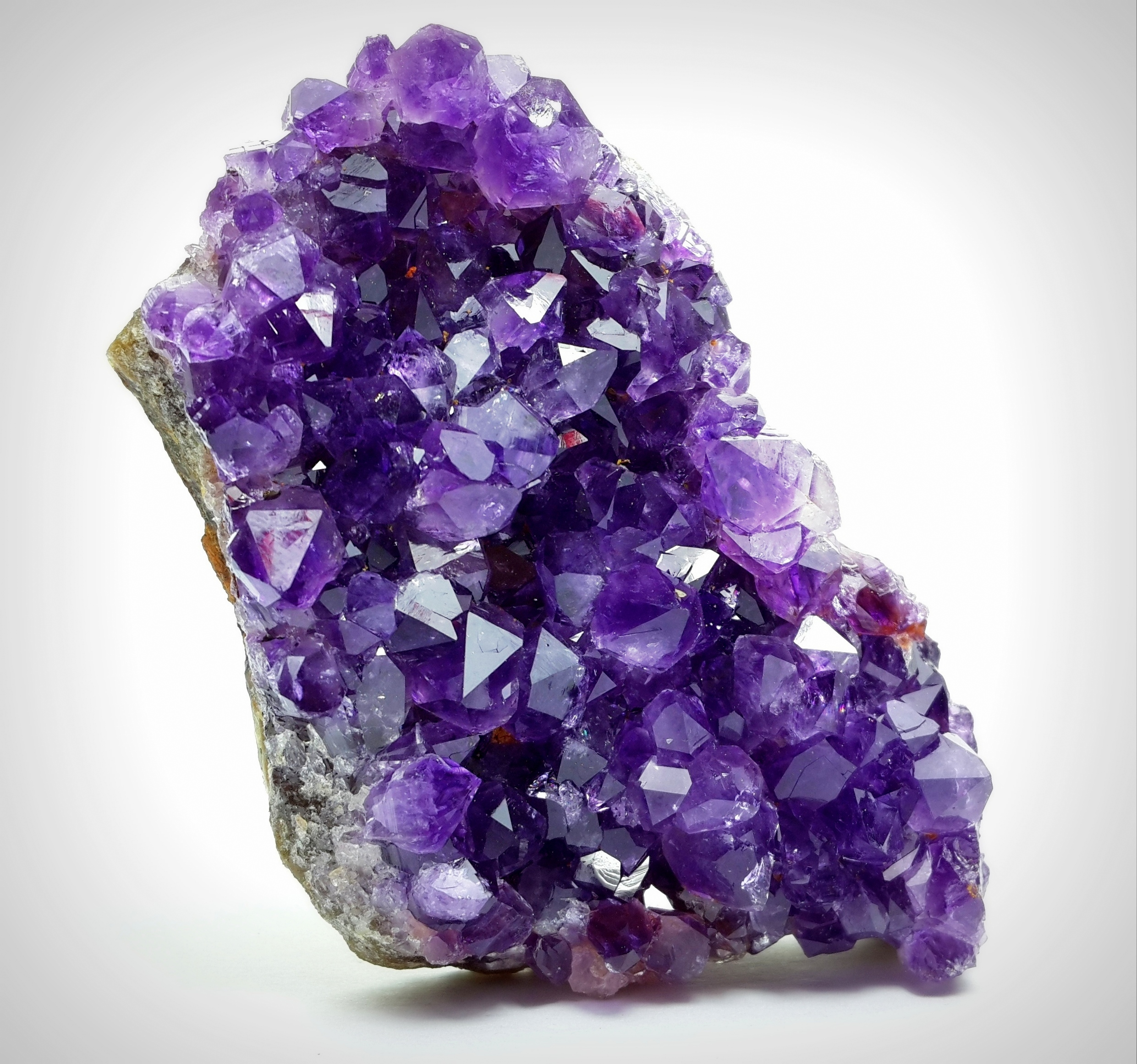
Ametist
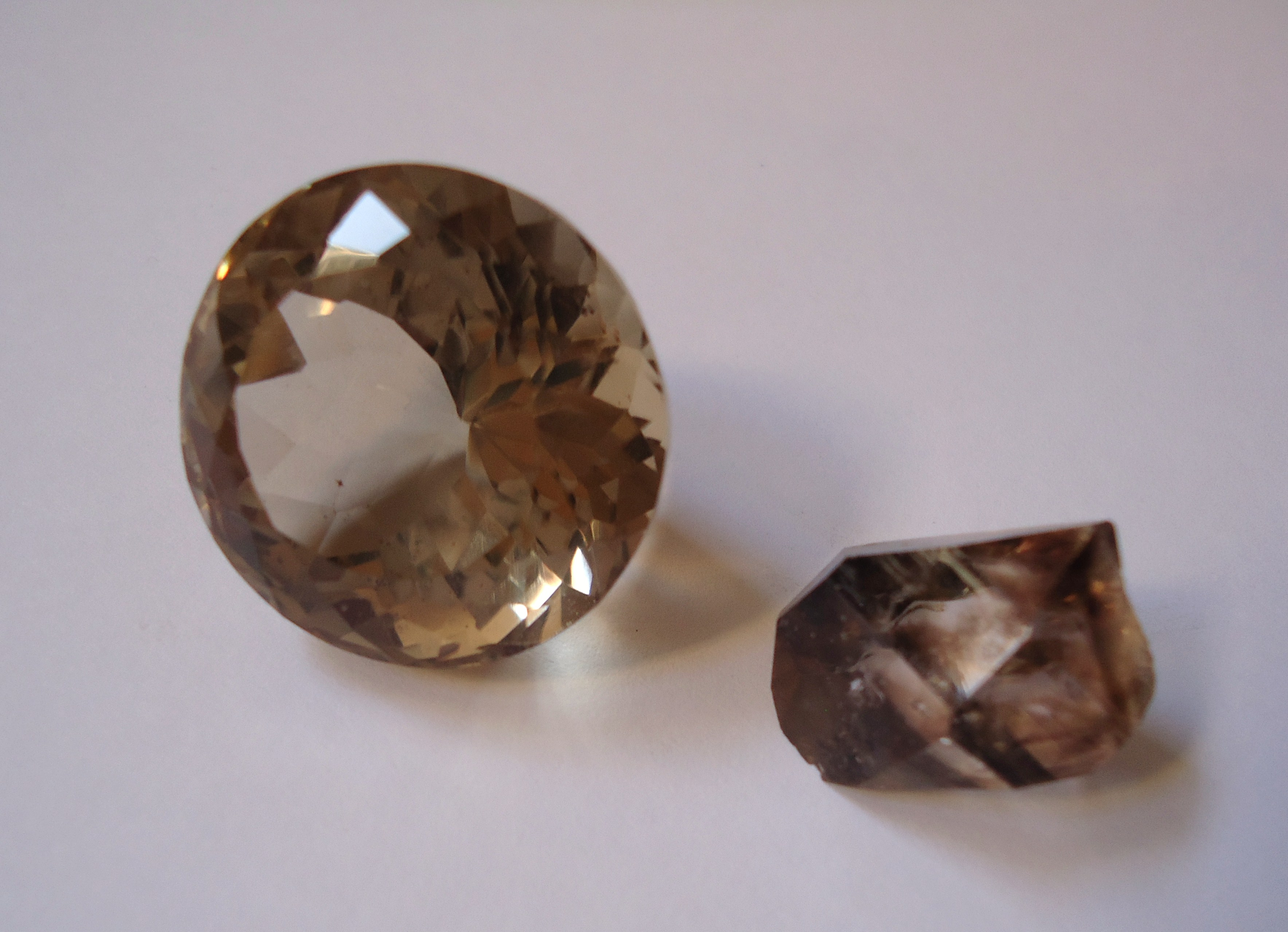
Rökkvarts
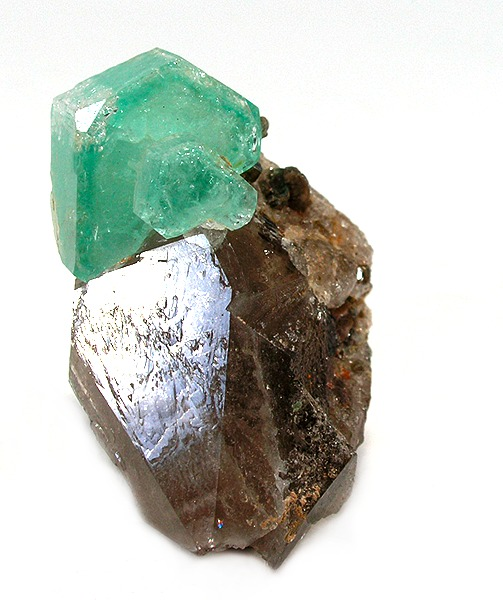
Rökkvarts-beryll
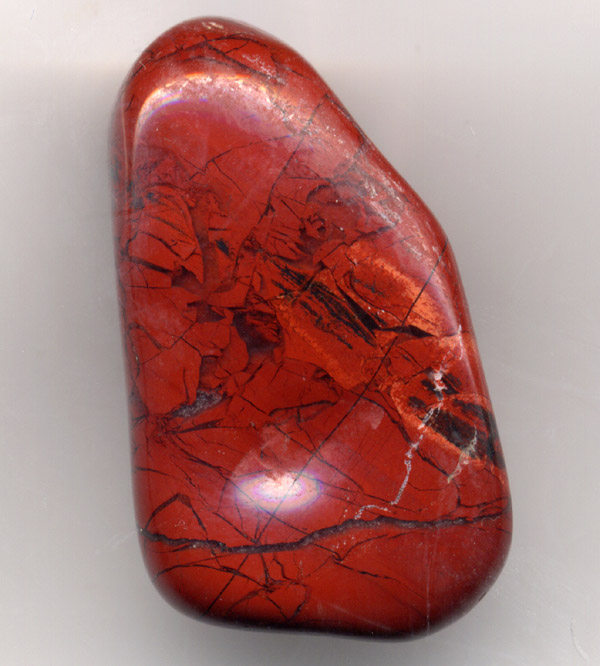
Jaspis
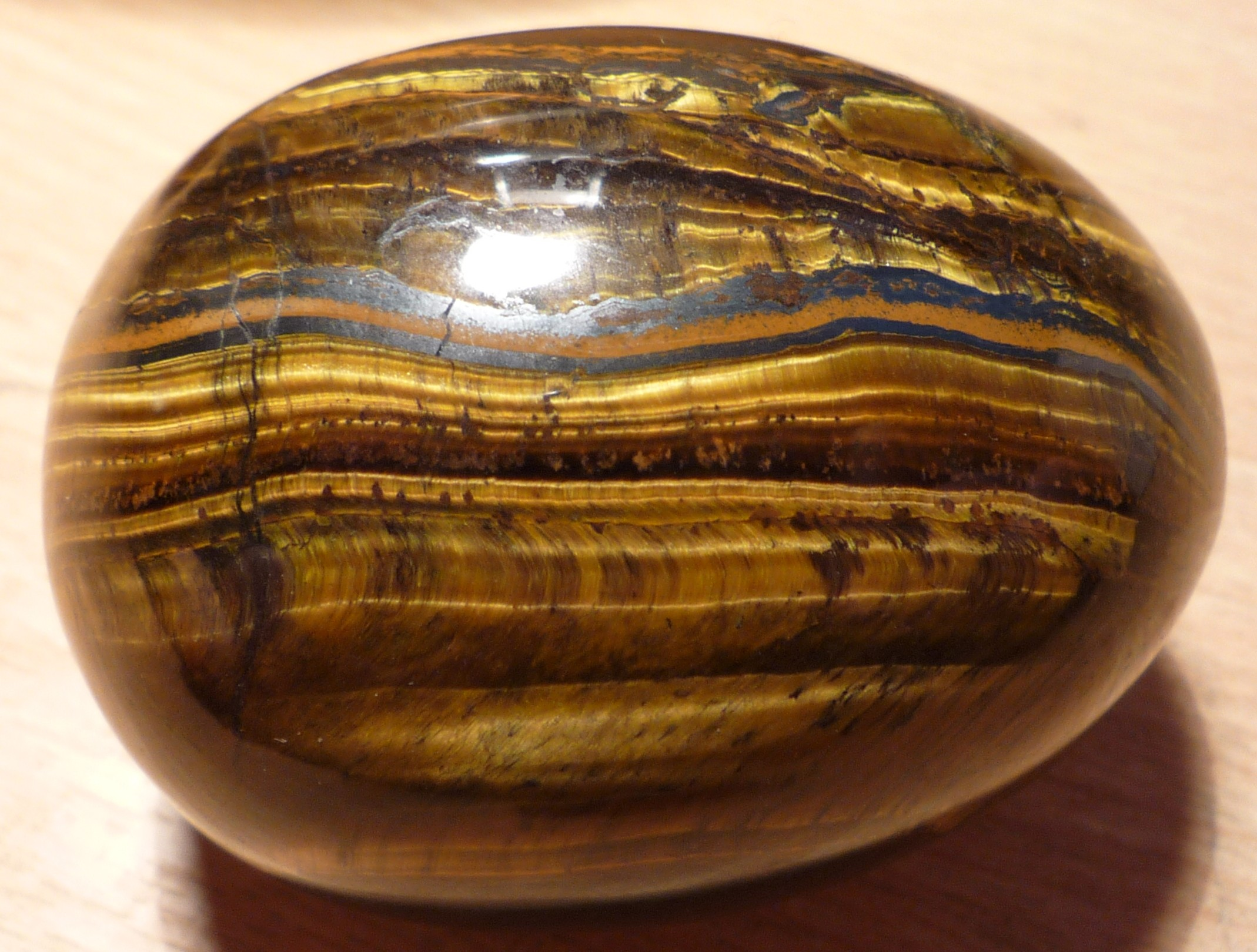
Tigeröga
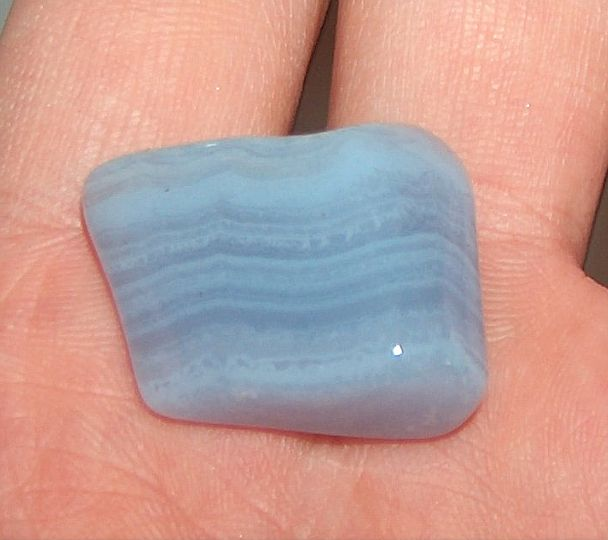
Kalcedon
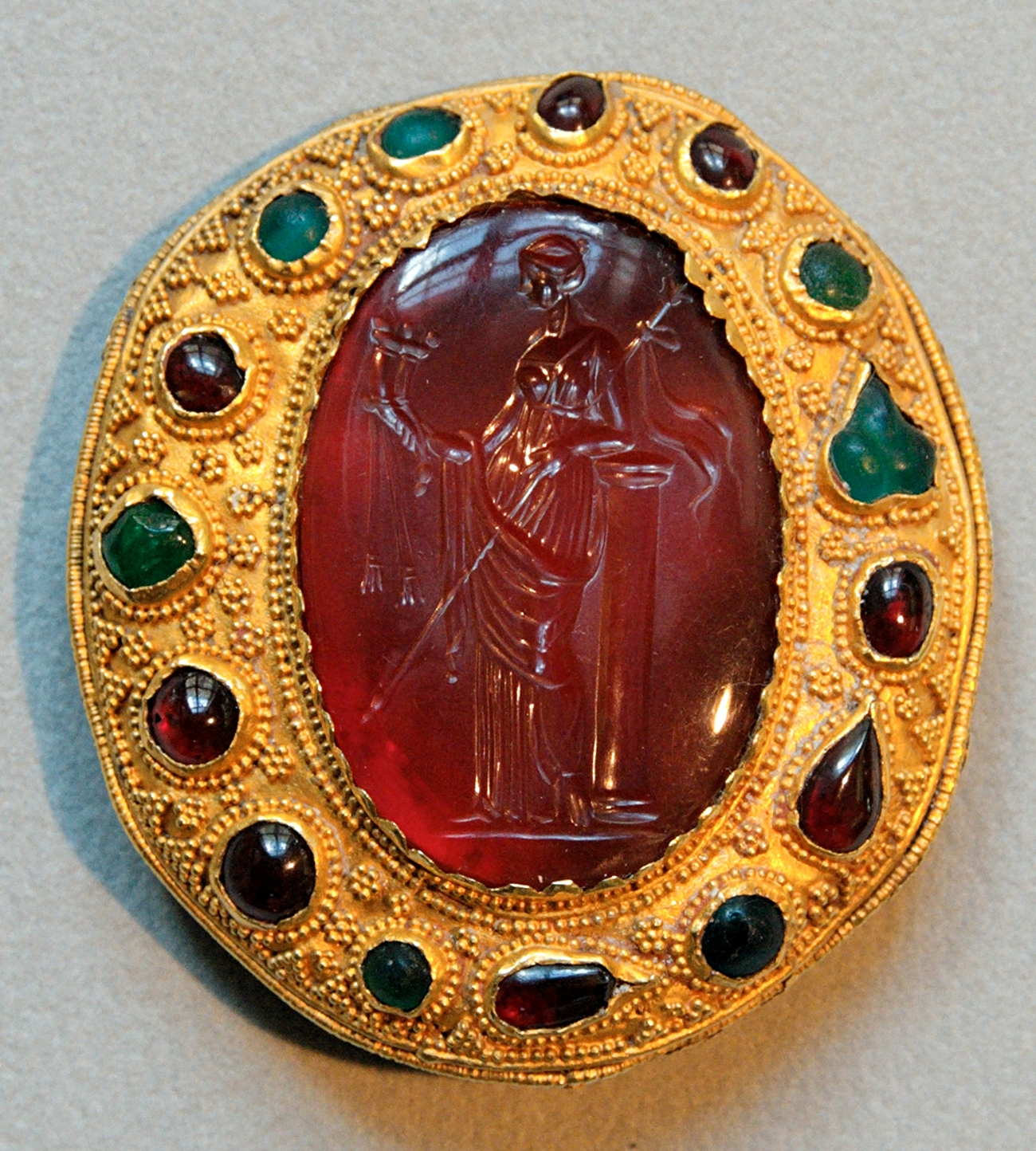
Karneolsmycke
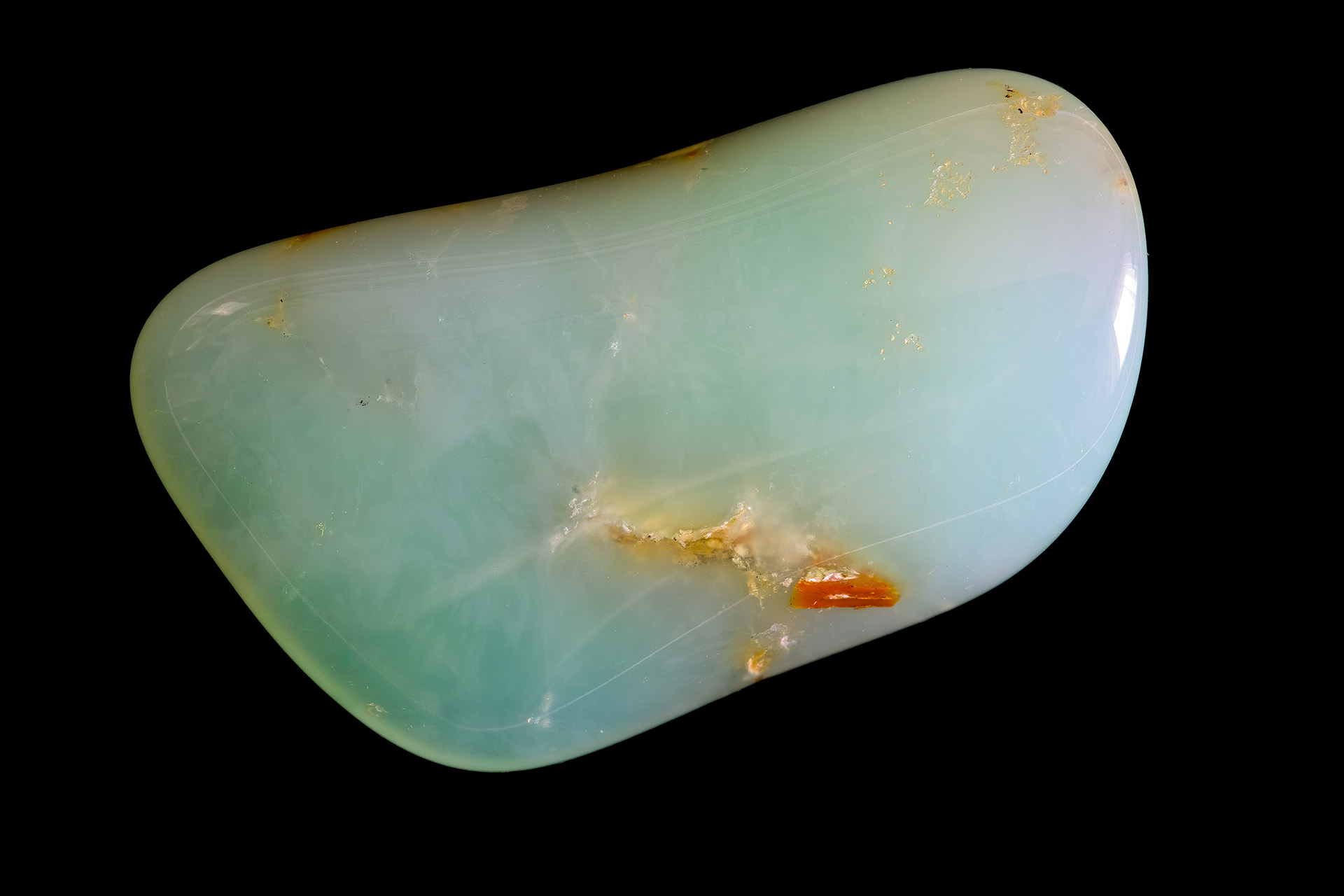
Krysopras
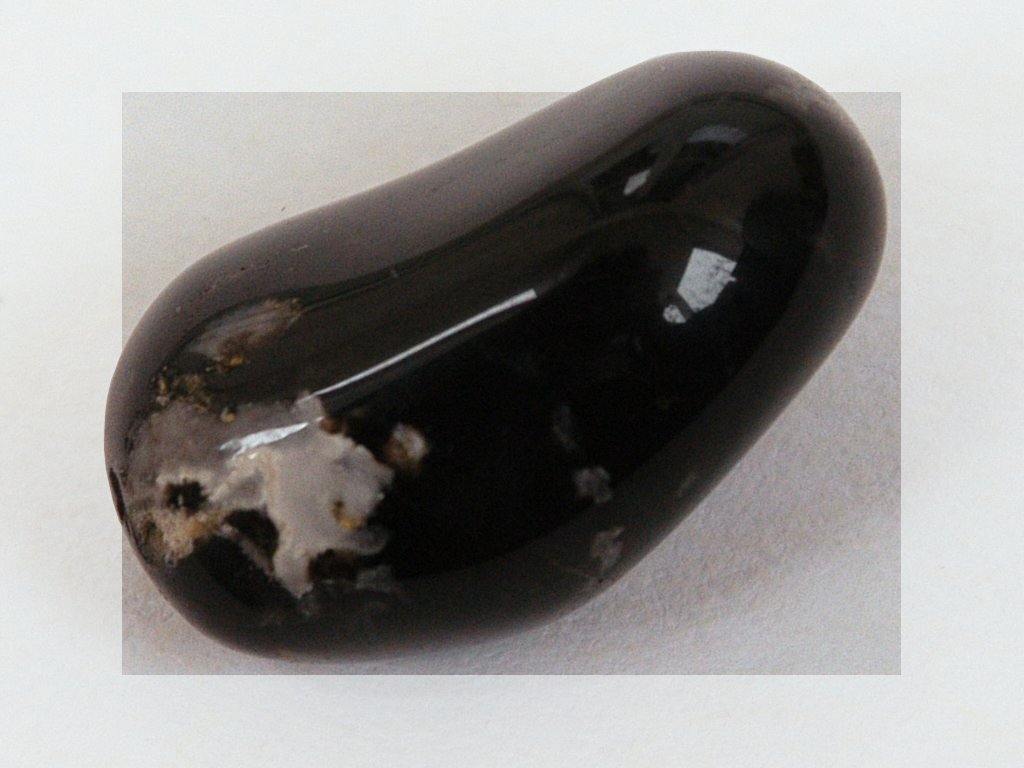
Svart onyx
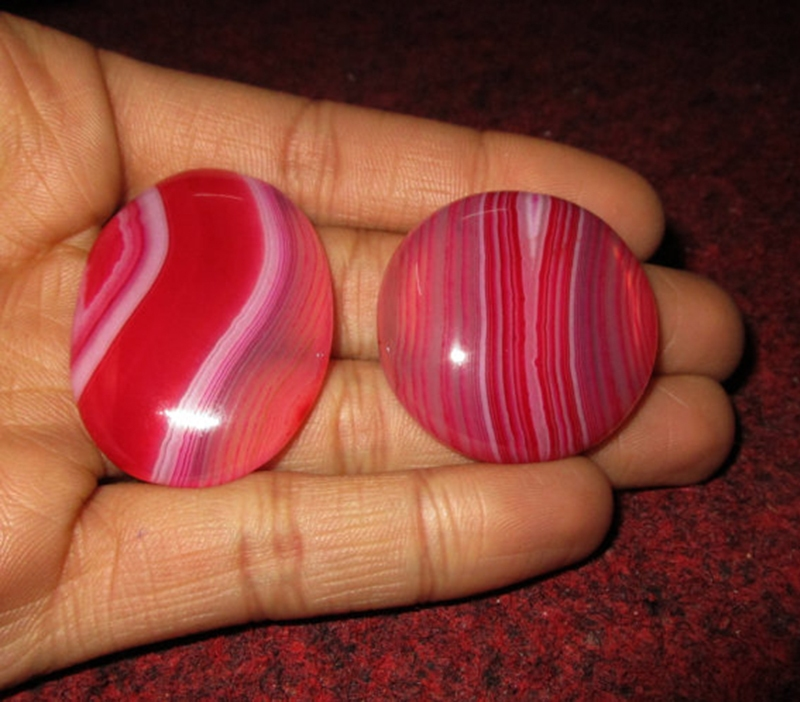
Röd onyx
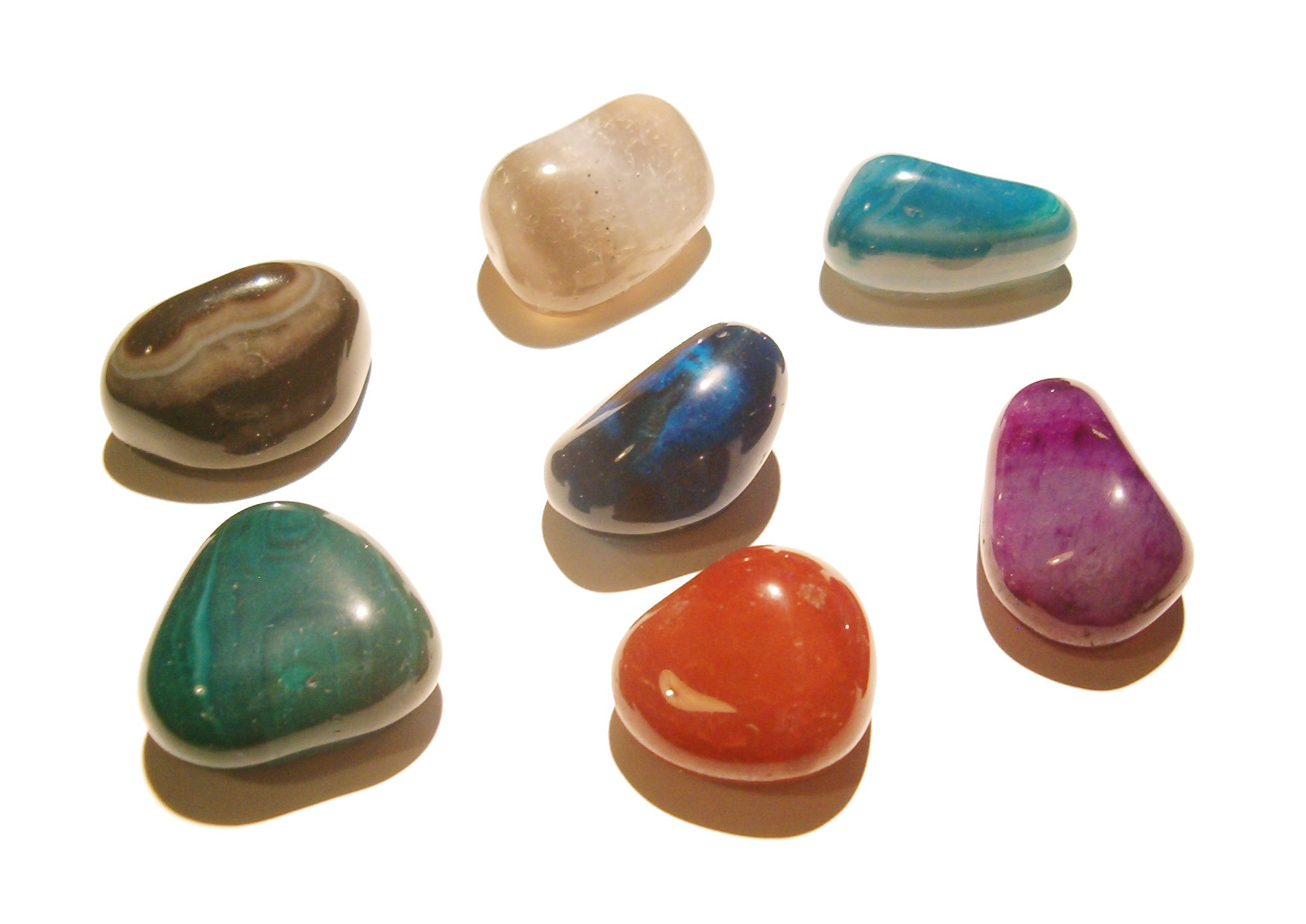
Agater i olika färger
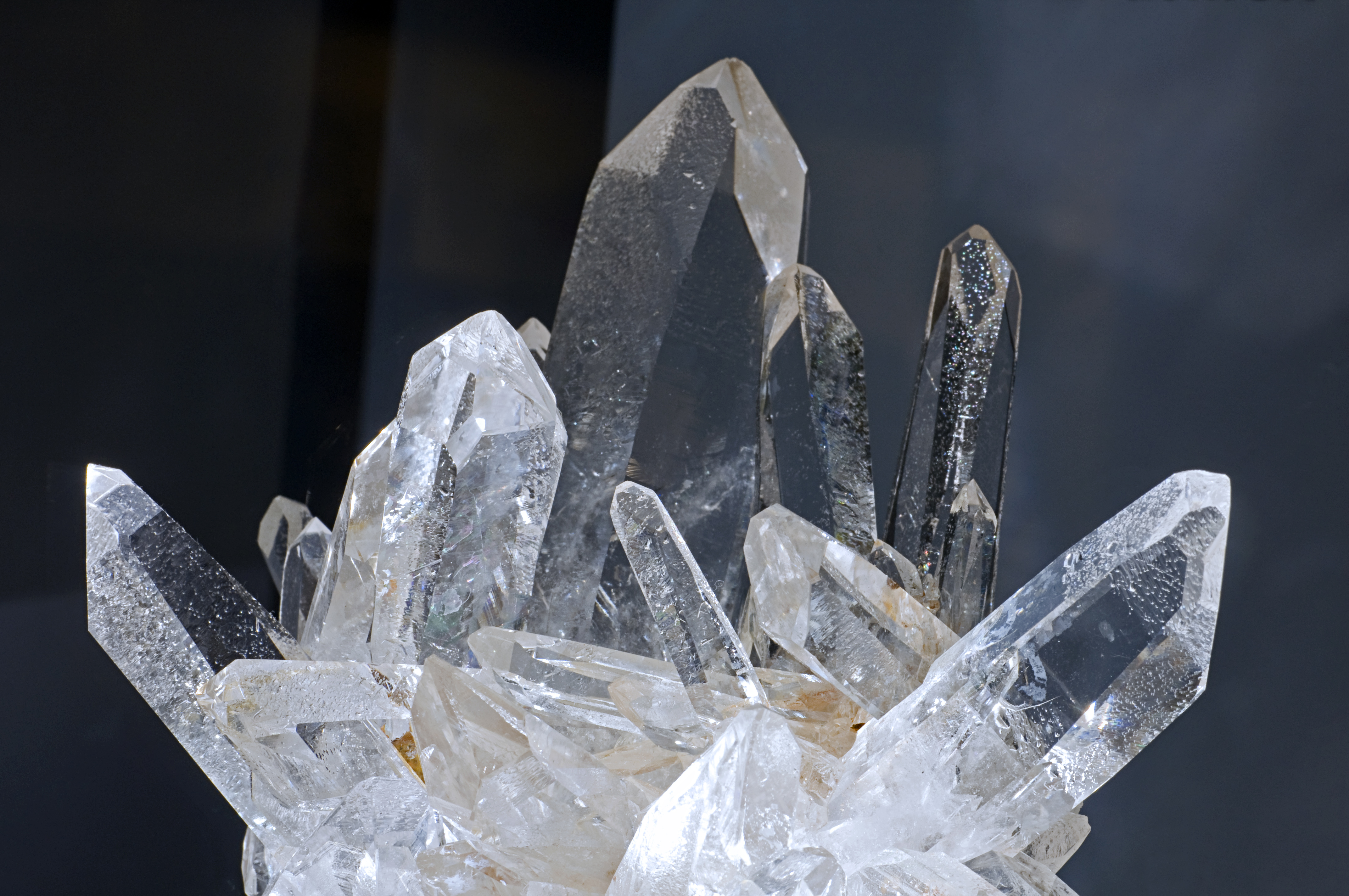
Kluster av bergkristall
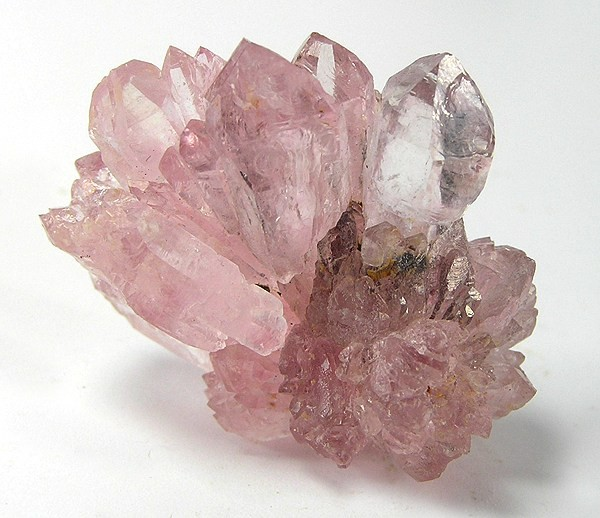
Rosenkvarts
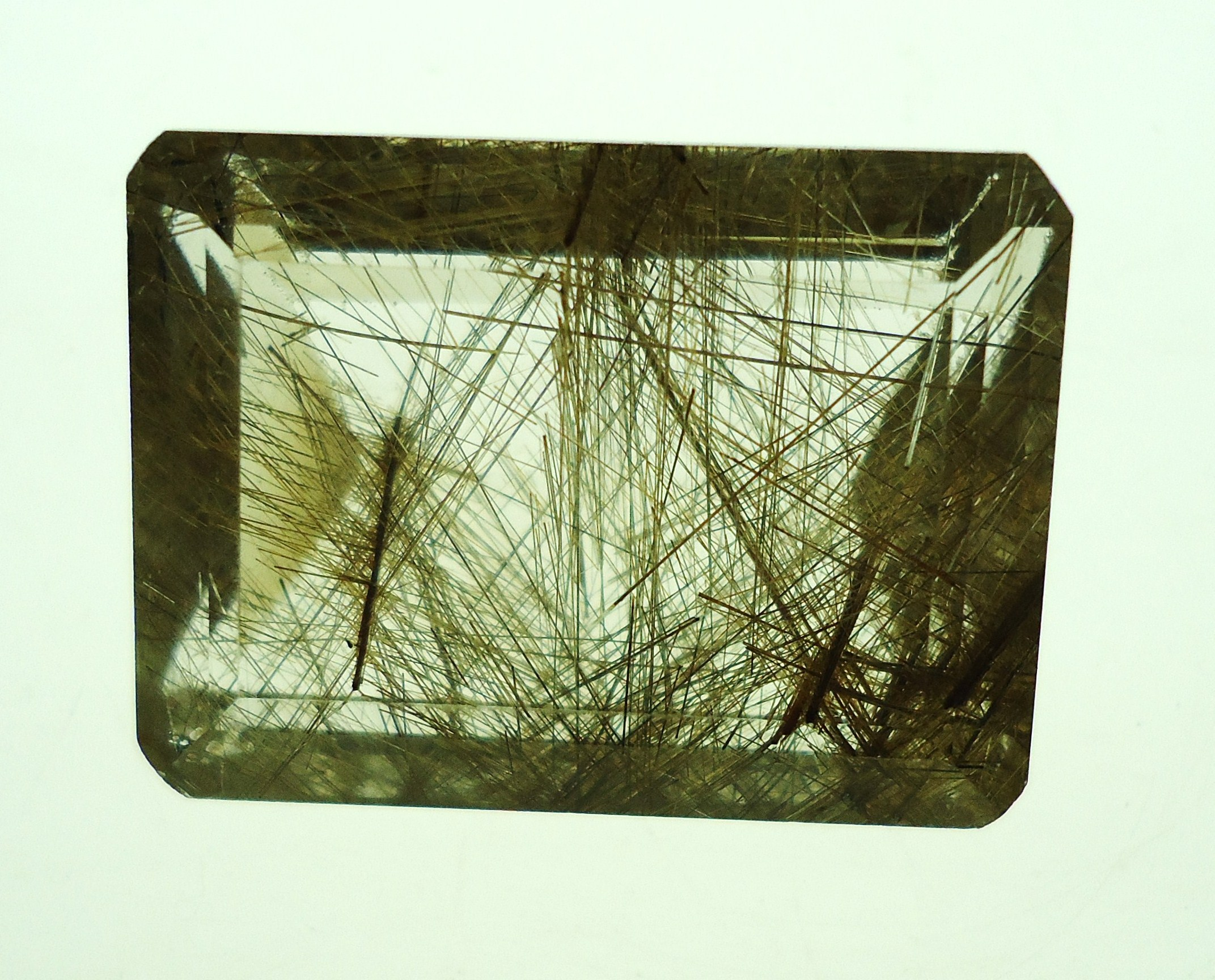
Rutilkvarts